# درمنک (فراهان)
درمنک ، روستایی از توابع بخش فراهان شهرستان تفرش در استان مرکزی ایران است.

## جمعیت
این روستا در دهستان فشک قرار دارد و براساس سرشماری مرکز آمار ایران در سال ۱۳۸۵، جمعیت آن ۱۷۳ نفر (۶۳خانوار) بوده‌است.